# Carta de Jomeini a Mijaíl Gorbachov
El 7 de enero de 1989 Ruhollah Musavi Jomeiní, fundador de la República Islámica de Irán, envió una carta a Mijaíl Gorbachov, durante el período de su presidencia de la URSS. Ese día, una delegación de alto rango iraní formada por Abdulá Havadi Amoli, Muhamad Yavad Lariyani y Marziya Hadidchi Dabaq, entregó una carta de Jomeiní, a la secretaría del presidente Gorbachov. A la mañana siguiente, la delegación fue recibida en el Palacio del Kremlin por el presidente. La entrevista duró unas dos horas. Jomeiní pretendía dar una lección teórica tanto al comunismo, como al capitalismo, y no únicamente por su visión teológica, sino que también trató de utilizar la filosofía. En la carta, Jomeiní afirmaba que el comunismo se estaba disolviendo en el bloque soviético, e invitaba a Gorbachov a considerar el islam como una alternativa válida a la ideología comunista.

## Entrega de la carta a Gorbachov
Jomeiní escribió a Mijaíl Gorbachov, el 3 de enero de 1989. El 7 de enero los representantes de Jomeiní: Abdulá Havadi Amoli, Lariyani y Marziya Hadidchi, fueron a Moscú para entregar oficialmente y en mano la carta. Gorbachov se reunió con los representantes iraníes durante aproximadamente dos horas, donde un intérprete tradujo la carta a Mijaíl Gorbachov y los demás asistentes. Se pidieron aclaraciones del contenido a la delegación cuando la traducción del intérprete no resultaba suficiente. Gorbachov escuchó cortésmente y tomó notas sobre su contenido.

## Contenido
En su carta, Jomeiní felicitaba a Gorbachov por su valor en el trato con el mundo moderno y su reconstrucción de los principios soviéticos. Sugirió al islam como una alternativa a la ideología comunista y recomendó a algunos filósofos musulmanes como Ibn Arabi, Avicena y Farabi.
En la carta Jomeiní incluyó una predicción sobre el fin de Marxismo y afirmaba:

Sr. Gorbachov, No hay duda, para todo el mundo, que a partir de ahora, al comunismo solo se le encontrará en los Museos de la Historia de la política universal;  pues el marxismo no satisface ninguna de las necesidades reales de la humanidad. El marxismo es una ideología materialista y el materialismo no puede sacar a la humanidad de la crisis causada por falta de creencia en la espiritualidad, lo que es la principal consternación de la sociedad humana, tanto en oriente como en occidente.
Ruhollah Jomeiní

Muhamad Yavad Lariyani, una de los delegados que fue a Moscú, afirmaba: «cuando el Imam Jomeini envió su histórica carta a Gorbachov, advirtiendo que ya se sentía el fin comunismo, quizás en aquel entonces, Gorbachov no imaginaba que sería el último presidente de la Unión Soviética, y pocos años después, esa predicción del difunto líder iraní se convertiría en realidad.»

## Respuesta de Gorbachov
Después de escuchar el texto de la carta, Gorbachov agradeció a Jomeiní la carta y respondió: «Voy a enviar una respuesta a esta carta tan pronto como sea posible» y añadió «entregaremos [la carta de Jomeini] a los sabios de la Unión Soviética». Refiriéndose a la invitación de Jomeini a convertirse al islam, dijo: «estamos aprobando la ley de libertad religiosa en la Unión Soviética, ya que he afirmado anteriormente que, a pesar de tener diferentes ideologías, podemos tener una convivencia pacífica.» También contestó: «Imam Jomeini nos invitó a convertirnos al Islam; ¿tendremos que invitarlo a nuestra escuela de pensamiento?» Luego añadió: «esta invitación es una injerencia en los asuntos internos de un país, ya que cada país es libre para elegir su escuela de pensamiento.»
En febrero de 1989, Eduard Shevardnadze, Ministro de Relaciones Exteriores de la Unión Soviética en la época, realizó una respuesta detallada de Mijaíl Gorbachov a Jomeini en su viaje a Irán.

## Controversia en Irán
Más tarde la carta sería controvertida entre los clérigos islámicos ortodoxos de Irán en la ciudad de Qom, que consideraban las ideas de los místicos y filósofos islámicos heréticas. En una carta a Jomeiní lamentaban que hubiese referido a Gorbachov a pensadores «aberrantes», «heréticos» y «suníes», argumentando que el Corán era suficiente para mantener la doctrina islámica.

## Carta de Alí Jamenei
Muhamad Yavad Lariyani, miembro de la delegación que entregó la carta de Jomeiní comentó: «[...] un mensaje del líder de la Revolución Islámica, el ayatolá Seyyed Alí Jamenei dirigido a la juventud occidental complementa una carta escrita por el difunto imán Jomeiní al antiguo líder soviético, Mijail Gorbachov.» Consideraba que las cartas de Jomeiní y Jamenei (Al la juventud en Europa y América del Norte y Ala juventud en países occidentales) invitaban a las personas occidentales a entender el islám.